# Копальні Ваді-Раджмі/Ваді-Фіз
Копальні Ваді-Раджмі/Ваді-Фіз (Rajmi/Fizh) — рудні майданчики з видобутку хромітів, розташовані на півночі Оману в районі міста Сухар.
На півночі Оману виявлені зазвичай невеликі, але численні родовища хромітів (є відомості, що в країні розробляли чи розробляють десятки хромітових рудників). Першою за видобуток хромітової руди узялась в 1990-х роках державна компанія Oman Chromite Company (OCC), копальні якої зосереджені поблизу Сухару (тут родовища хромітів витягнулись смугою між верхів'ями Ваді-Раджмі та Ваді-Фіз). Зокрема, відомо про введення нею в розробку родовищ Аль-Гашабі (1993), Зам-1, RGR 56, RG12 (усі в 1994), Зам-2 (1997), Шамс (1999), Махра (Mahra, 2007), Шейк (2009), Васіт (2014).
Видобуток хромітів стартував в 1993-му з 1,2 тисячі тонн, в 1997-му досягнув 18 тисяч тонн, а в 2003-му OCC реалізувала 42 тисяч тонн. У 2022-му OCC досягнула рекордного показника з видобутком 106 тисяч тонн хромітів (при цьому в 2021-му цей показник становив лише 45 тисяч тонн).
Розробка родовищ ведеться відкритим способом.
Руда тривалий час спрямовувалась на експорт, втім, варто відзначити, що у 2010-х роках в Омані почався запуск заводів ферохрому.